# Linnaemya olsufjevi
Linnaemya olsufjevi là một loài ruồi trong họ Tachinidae.